# Walter Grootaers

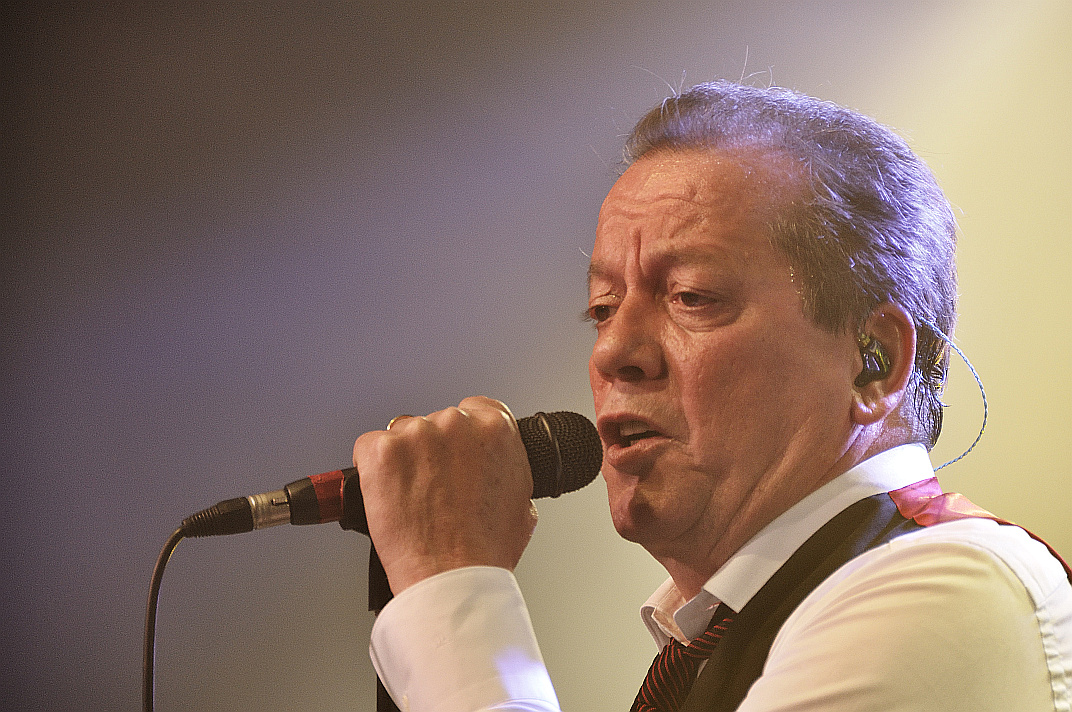
Walter Grootaers (2010)

Walter Frieda Hans Grootaers (* 27. Januar 1955 in Soest, Nordrhein-Westfalen) ist ein belgischer Sänger, Fernsehmoderator und Politiker.

## Karriere
Grootaers gehörte lange Jahre der Band De Kreuners an, von der Gründung 1978 bis zur Auflösung 2012 war er Leadsänger der Gruppe.
Im Herbst 2000 moderierte er die erste Staffel der flämischen Version von Big Brother. Im Rahmen dessen schaffte er es gleich zwei Mal auf Platz 1 der flämischen Singlecharts: Zunächst wirkte er am Titellied Leef von der Band Mozaïek mit, später interpretierte er mit der Gruppe De Bewoners, welche sämtliche Big Brother-Kandidaten umfasste, den Titel Een brief voor Kerstmis.
Ferner moderierte Grootaers noch weitere Fernsehshows, zuletzt für Vlaamse Televisie Maatschappij. Dazu zählten unter anderem Wie wordt Multimiljonair, später Wie wordt Euromiljonair, die flämische Adaption von Who Wants to Be a Millionaire?, aber auch Singing Bee und WipeOut.
Grootaers ist auch politisch aktiv, so bekleidet er in seiner Heimatstadt Lier eines der Ämter als Schöffe. 2007 kandidierte er für die belgische Abgeordnetenkammer, 2012 für den Rat der Provinz Antwerpen, schaffte den Einzug aber in beiden Fällen nicht.

## Diskografie
Singles

| Jahr | Titel Album               | Höchstplatzierung, Gesamtwochen, AuszeichnungChartsChartplatzierungen (Jahr, Titel, Album, Platzierungen, Wochen, Auszeichnungen, Anmerkungen) | Anmerkungen                                                  |
| Jahr | Titel Album               | BEF | Anmerkungen                                                  |
| ---- | ------------------------- | --- | ------------------------------------------------------------ |
| 2000 | Leef –                    | BEF1 ×3Dreifachplatin · (18 Wo.)BEF | Erstveröffentlichung: 13. Oktober 2000 mit Mozaïek           |
| 2000 | Een brief voor Kerstmis – | BEF1 ×2Doppelplatin · (11 Wo.)BEF | Erstveröffentlichung: 1. Dezember 2000 De Bewoners en Walter |
| 2001 | Gedachten zijn vrij –     | BEF14 (12 Wo.)BEF | Erstveröffentlichung: 12. Oktober 2001 mit Peter Van Laet    |
| 2002 | Sneeuw –                  | BEF38 (2 Wo.)BEF | mit De Bewoners                                              |
| 2002 | Ontdek jezelf –           | BEF24 (7 Wo.)BEF | Erstveröffentlichung: 27. September 2002 mit Sergio          |